# Srilankamys ohiensis
Srilankamys ohiensis is een zoogdier uit de onderfamilie van de muizen en ratten van de Oude Wereld (Murinae) dat voorkomt in de provincie Uva op Sri Lanka. Er zijn zes exemplaren bekend. Het geslacht is waarschijnlijk verwant aan geslachten uit de Rattus-groep als Maxomys, Niviventer en Dacnomys.

## Kenmerken
S. ohiensis is een middelgrote rat met een zachte, fijne, dichte, korte, donkergrijze rugvacht en een net zo zachte, fijne, dichte, korte, crèmekleurige buikvacht, met een scherpe scheiding. De oren zijn klein, donkergrijs en nauwelijks behaard. De bovenkanten van de voeten zijn wit. De klauwen zijn klein en kort. De staart is zeer lang en van boven grijsbruin en wit van onder. De laatste vijf millimeter van de staart is geheel wit. Het enige bekende vrouwtje heeft 1+1+2=8 mammae. De schedel is lang en smal.
Abditomys · 
Abeomelomys · 
Aethomys · 
Anisomys · 
Anonymomys · 
Apodemus · 
Apomys · 
Archboldomys · 
Arvicanthis · 
Baiyankamys · 
Baletemys · 
Bandicota · 
Batomys · 
Berylmys · 
Brassomys · 
Bullimus · 
Bunomys · 
Canariomys · 
Carpomys · 
Chingawaemys · 
Chiromyscus · 
Chiropodomys · 
Chiruromys · 
Chrotomys · 
Coccymys · 
Colomys · 
Congomys · 
Conilurus · 
Coryphomys · 
Crateromys · 
Cremnomys · 
Crossomys · 
Crunomys · 
Dacnomys · 
Dasymys · 
Dephomys · 
Desmomys · 
Diomys · 
Diplothrix · 
Echiothrix · 
Eropeplus · 
Frateromys · 
Golunda · 
Gracilimus · 
Grammomys · 
Hadromys · 
Haeromys · 
Halmaheramys · 
Hapalomys · 
Heimyscus · 
Hybomys · 
Hydromys · 
Hylomyscus · 
Hyomys · 
Hyorhinomys · 
Kadarsanomys · 
Komodomys · 
Lamottemys · 
Leggadina · 
Lemniscomys · 
Lenomys · 
Lenothrix · 
Leopoldamys · 
Leporillus · 
Leptomys · 
Limnomys · 
Lorentzimys · 
Macruromys · 
Madromys ·
Malacomys · 
Mallomys · 
Malpaisomys · 
Mammelomys · 
Margaretamys · 
Mastacomys · 
Mastomys · 
Maxomys · 
Melasmothrix · 
Melomys · 
Mesembriomys ·
Micaelamys · 
Microhydromys · 
Micromys · 
Millardia · 
Mirzamys · 
Montemys · 
Mus · 
Musseromys · 
Mylomys · 
Myomyscus · 
Nesokia · 
Nilopegamys · 
Niviventer · 
Notomys · 
Ochromyscus · 
Oenomys ·
Otomys · 
Palawanomys · 
Papagomys · 
Parahydromys · 
Paraleptomys · 
Paramelomys · 
Parotomys · 
Paucidentomys · 
Paulamys · 
Pelomys · 
Phloeomys · 
Pithecheir · 
Pithecheirops · 
Pogonomelomys · 
Pogonomys · 
Praomys · 
Protochromys · 
Pseudohydromys · 
Pseudomys · 
Rattus · 
Rhabdomys · 
Rhynchomys · 
Saxatilomys ·
Serengetimys ·
Solomys · 
Sommeromys · 
Soricomys · 
Spelaeomys · 
Srilankamys · 
Stenocephalemys · 
Stochomys · 
Sundamys · 
Taeromys · 
Tarsomys · 
Tateomys · 
Thallomys · 
Thamnomys · 
Tokudaia · 
Tonkinomys ·
Tryphomys · 
Typomys · 
Uromys · 
Vandeleuria · 
Vernaya · 
Xenuromys · 
Xeromys · 
Zelotomys · 
Zyzomys